# Thomas Schwarzenberger
Thomas Schwarzenberger (* 8. August 1970 in Garmisch-Partenkirchen) ist ein deutscher Kommunalpolitiker (CSU). Seit Mai 2002 ist er Bürgermeister der Gemeinde Krün und seit November 2023 Bezirkstagspräsident von Oberbayern.

## Leben und Beruf
Schwarzenberger wuchs in Krün auf, wo er seit seiner Geburt lebt. Nach dem Schulbesuch absolvierte er eine Ausbildung zum Sozialversicherungsfachangestellten und arbeitete im gehobenen Nichttechnischen Verwaltungsdienst. Seit 1986 ist er aktives Mitglied der Freiwilligen Feuerwehr Krün und engagiert sich seit April 2017 als Vorsitzender des BRK-Kreisverbandes Garmisch-Partenkirchen.

## Politische Laufbahn
Im Mai 2002 wurde Schwarzenberger zum Bürgermeister von Krün gewählt und bekleidet dieses Amt seither kontinuierlich. Parallel dazu ist er seit Mai 2002 Mitglied des Kreistags im Landkreis Garmisch-Partenkirchen. Im Oktober 2013 wurde er erstmals als Bezirksrat in den Bezirkstag von Oberbayern gewählt und übernahm in seiner zweiten Amtsperiode im Bezirkstag im Oktober 2018 die Rolle des stellvertretenden CSU-Fraktionsvorsitzenden. Im Juni 2023 wurde er zum Vorsitzenden des CSU-Kreisverbandes Garmisch-Partenkirchen gewählt. Am 3. November 2023 wählte ihn der Bezirkstag von Oberbayern mit großer Mehrheit zum Bezirkstagspräsidenten.

## Engagement und Schwerpunkte
In seiner politischen Tätigkeit legt Schwarzenberger besonderen Wert auf die Förderung von Inklusion und Integration sowie die Pflege von Kultur und Tradition in der Region. Ein Schwerpunkt seiner kommunalpolitischen Arbeit liegt in der nachhaltigen Entwicklung seiner Heimat. Er betont die Bedeutung von Gemeinschaft und Zusammenhalt. 

## Privates
Thomas Schwarzenberger ist verheiratet und hat zwei erwachsene Kinder. In seiner Freizeit unternimmt er regelmäßig Bergtouren und schätzt den Austausch mit Freunden. Er ist tief in seiner Heimat verwurzelt und engagiert sich in zahlreichen örtlichen und überörtlichen Vereinen.